# Archieparquía de Bagdad de los sirios
La archieparquía de Bagdad de los sirios (en latín: Archieparchia Babylonensis Syrorum) es una circunscripción eclesiástica de la Iglesia católica en Irak. Se trata de una archieparquía siria, inmediatamente sujeta al patriarcado de Antioquía de los sirios. Desde el 1 de marzo de 2011 su archieparca es Ephrem Yousif Abba.

## Territorio y organización
La archieparquía extiende su jurisdicción sobre los fieles católicos de rito antioqueno sirio residentes en la ciudad de Bagdad y áreas adyacentes.
La sede de la archieparquía se encuentra en el distrito de Al Karadah al Sharquiya en la ciudad de Bagdad, en donde se halla la Catedral de Nuestra Señora de la Liberación.
En 2020 en la archieparquía existían 3 parroquias:
- Nuestra Señora de la Liberación, en Bagdad
- San José (Mar Yousif), en Bagdad
- Mar Benham, en Bagdad

Existe también una iglesia que ya no está en uso, la iglesia de Agd-al-Nasara.

## Historia
Desde su fundación en 762 Bagdad ha acogido a una gran comunidad de cristianos. Entre ellos, una comunidad de cristianos jacobitas, que pronto tuvieron su propio obispo sufragáneo del archieparca de Tikrit. En 1002 se conoce la catedral de los sirios, dedicada a Mar Toma.
La ciudad de Bagdad sufrió una fuerte destrucción por parte de Tamerlán (en 1401) y de otros conquistadores (en 1411 y 1501), quienes dieron un golpe mortal a la presencia cristiana en la ciudad. Sin embargo, en 1607 y 1619, las crónicas antiguas mencionan la presencia de pequeños grupos de jacobitas y nestorianos, que celebraron las liturgias en casas privadas, ya que no había iglesia en toda la ciudad.
En 1626 los capuchinos compraron un hospicio en Bagdad. Su acción misionera favoreció el paso al catolicismo de un número cada vez mayor de familias jacobitas y nestorianas. La comunidad siro-católica, que también aumentó por los inmigrantes de Mosul y de Mardin, construyó su iglesia en 1842.
El 28 de septiembre de 1862 fue erigida la archieparquía de Bagdad de los sirios, separando territorio de la archieparquía de Mosul.
Después de la matanza de cristianos por el Imperio otomano en 1915-1917 una gran cantidad de sirio-católicos que habían huido estableciéndose en la actual gobernación de Nínive y en el Kurdistán iraquí, abandonaron esas áreas rurales para trasladarse hacia el sur a Bagdad, atraídos por el desarrollo urbano y económico de la ciudad. En 1942 fue creada la primera parroquia siríaco-católica de Bagdad y en 1952 se nombró allí un obispo sirio-católico titular. 
En 1982 cedió una parte de territorio para la erección del exarcado patriarcal de Basora y Kuwait (hoy Basora y el Golfo).
El 31 de octubre de 2010, un ataque terrorista en la catedral de la archieparquía durante la celebración de la liturgia dejó al menos 58 personas muertas, incluyendo 2 sacerdotes, y otros 75 heridos después de que más de 100 feligreses hubieran sido tomados como rehenes. El grupo terrorista Estado Islámico, en esa época vinculado a al-Qaeda, se atribuyó la responsabilidad del ataque.

## Estadísticas
Según el Anuario Pontificio 2021 la archieparquía tenía a fines de 2020 un total de 15 000 fieles bautizados.
| Año                                                                             | Población            | Población | Población      | Sacerdotes | Sacerdotes    | Sacerdotes    | Bautizados por sacerdote | Diáconos permanentes | Religiosos | Religiosos | Parroquias |
| Año                                                                             | Bautizados católicos | Total     | % de católicos | Total      | Clero secular | Clero regular | Bautizados por sacerdote | Diáconos permanentes | Varones    | Mujeres    | Parroquias |
| ------------------------------------------------------------------------------- | -------------------- | --------- | -------------- | ---------- | ------------- | ------------- | ------------------------ | -------------------- | ---------- | ---------- | ---------- |
| 1949                                                                            | 6000                 | ?         | ?              | 10         | 10            |               | 600                      |                      |            |            | 5          |
| 1970                                                                            | 14 800               | ?         | ?              | 9          | 9             |               | 1644                     |                      |            |            | 8          |
| 1980                                                                            | 20 800               | ?         | ?              | 6          | 6             |               | 3466                     | 3                    |            |            | 8          |
| 1990                                                                            | 23 350               | ?         | ?              | 6          | 6             |               | 3891                     | 3                    |            |            | 4          |
| 1999                                                                            | 24 000               | ?         | ?              | 7          | 7             |               | 3428                     | 2                    |            |            | 4          |
| 2000                                                                            | 24 000               | ?         | ?              | 9          | 9             |               | 2666                     | 2                    |            |            | 4          |
| 2001                                                                            | 24 500               | ?         | ?              | 9          | 9             |               | 2722                     | 1                    |            |            | 4          |
| 2002                                                                            | 25 000               | ?         | ?              | 9          | 9             |               | 2777                     | 1                    |            |            | 4          |
| 2003                                                                            | 25 000               | ?         | ?              | 7          | 7             |               | 3571                     | 1                    |            |            | 4          |
| 2004                                                                            | 25 000               | ?         | ?              | 6          | 6             |               | 4166                     | 1                    |            |            | 4          |
| 2009                                                                            | 18 000               | ?         | ?              | 7          | 7             |               | 2571                     |                      |            |            | 3          |
| 2012                                                                            | 8000                 | ?         | ?              | 4          | 4             |               | 2000                     | 1                    |            |            | 3          |
| 2015                                                                            | 5000                 | ?         | ?              | 4          | 4             |               | 1250                     |                      |            | 2          | 3          |
| 2018                                                                            | 3000                 |           |                | 3          | 3             |               | 1000                     |                      |            |            | 3          |
| 2020                                                                            | 15 000               | ?         | ?              | 6          | 5             | 1             | 2500                     |                      | 1          |            | 3          |
| Fuente: Catholic-Hierarchy, que a su vez toma los datos del Anuario Pontificio. |                      |           |                |            |               |               |                          |                      |            |            |            |

## Episcopologio
- Atanasio Raffaele Ciarchi † (30 de septiembre de 1862-?)
- Atanasio Ignace Nuri † (11 de marzo de 1894-1908 renunció)
- Atanasio Giorgio Dallal † (4 de septiembre de 1912-31 de julio de 1926 nombrado archieparca de Mosul)
- Atanasio Giulio Behnam Kalian † (6 de agosto de 1929-17 de febrero de 1949 falleció)
- Atanasio Paolo Hindo † (5 de agosto de 1949-14 de agosto de 1953 falleció)
- Atanasio Giovanni Daniele Bakose † (2 de diciembre de 1953-12 de enero de 1983 falleció)
- Athanase Matti Shaba Matoka † (15 de julio de 1983-1 de marzo de 2011 renunció)
- Ephrem Yousif Abba Mansoor, desde el 1 de marzo de 2011